# Chalet d'Asdonck

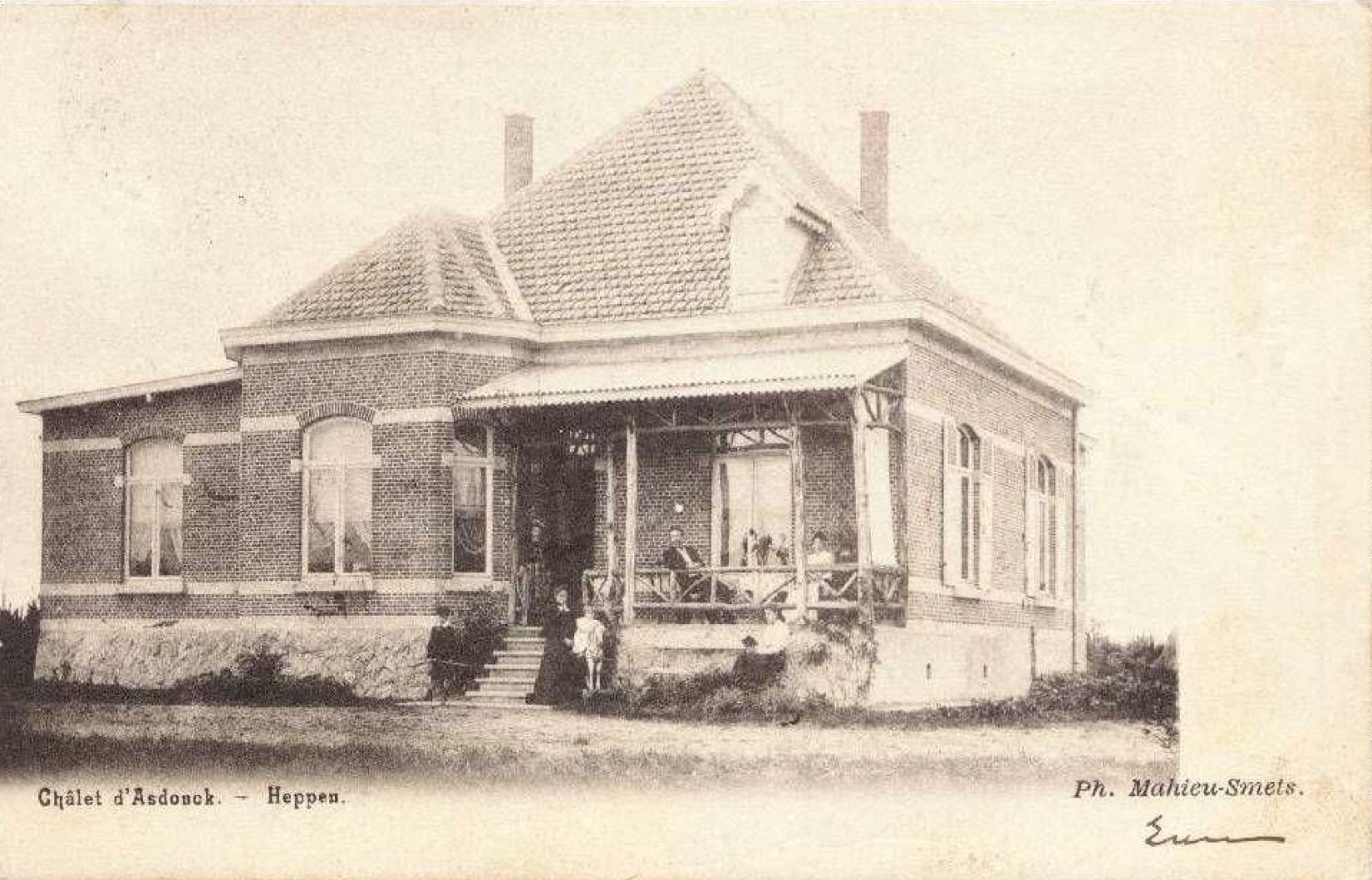
Het Châlet d'Asdonck op een oude postkaart

Het Chalet d'Asdonck is een grote villa gelegen op de Immert in Heppen, een deeldorp van de Belgische gemeente Leopoldsburg. Een andere naam voor dit gebied is de Asdonkerheide. Het gebouw dateert uit van rond het jaar 1900 en ligt bij de hoek van de Olmenstraat en de Kanaalstraat.
Het Chalet d’Asdonk heet in de volksmond het ‘kasteelke van Neraar’, wat verwijst naar de naam van de oorspronkelijke eigenaar van de villa met landgoed. Dat was namelijk kapitein-commandant - en later generaal - Edouard-Charles Henrard, professor aan de Militaire School in Brussel. Hij verwierf op 21 maart 1898 een gebied van 65 hectare groot, waarop een huis met hoeve gelegen was. Hiervoor betaalde hij in die tijd 12.000 Belgische frank, omgerekend ongeveer 300 euro. In 1902 verkocht Henrard 71 are grond aan de familie Debry.
De officier bouwde op de grond een kasteeltje dat de naam Chalet d'Asdonck kreeg. In die tijd werd ook een park aangelegd, op het initiatief van Henrards echtgenote Anne-Petrouille Dobbelaere.
Na een aantal jaren van verwaarlozing, is het landgoed weer in ere hersteld door huidige eigenaars, ondernemers Ludo Gielen en Nathalie Riga. Zij hebben sinds 2002 een renovatie van tuin en park uitgevoerd.